# 人口规划学
人口规划学是对一个国家或地区的人口进行短期、中期或长期的计划，是社会规划的重要方面，与物质性规划不同的是人口规划属于软科学范畴。